# Avenida Central (Cidade do Panamá)

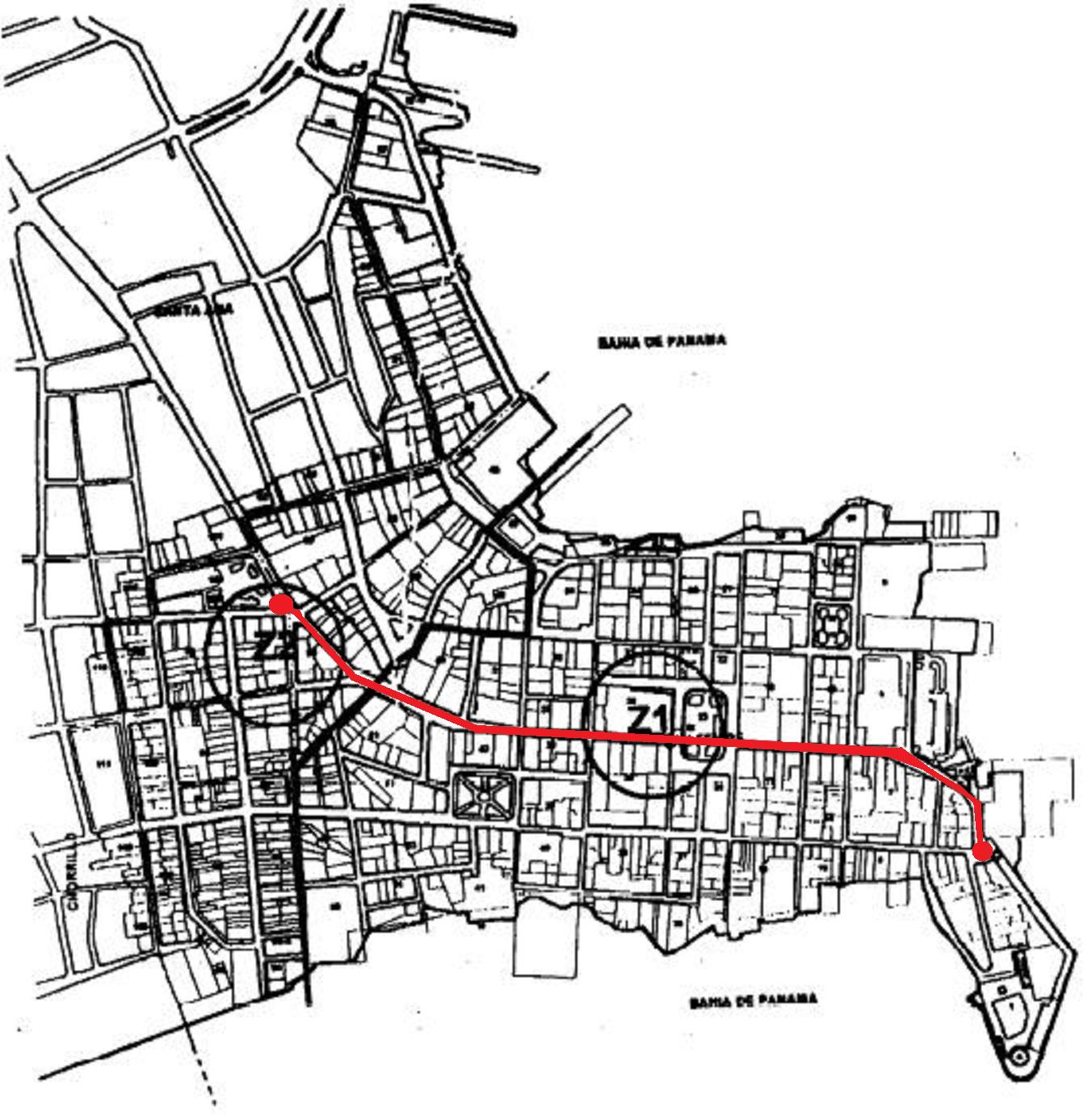
Mapa da Avenida Central

A Avenida Central na Cidade do Panamá, no Panamá se a conhece como a Avenida 7ª Central. Inicia desde a interseção com a Avenida A no centro histórico da cidade, continua até o Parque de Santa Ana e chega até a Rua 42 no corregimento de Bella Vista. Desde este ponto inicia a Via Espanha.

## Monumento histórico Nacional
Em 20 de novembro de 2003 a Comissão de Educação, Cultura e Desportos da Assembleia Nacional propôs incluir no Projeto de Lei 32 que declara monumentos históricos nacionais e conjuntos monumentais históricos, um arigo que indicava o seguinte:  
Artigo Novo 1: Declaram-se Conjuntos Monumentais Históricos Nacionais, os seguintes Edifícios Representativos da Evolução Arquitetônica do Século XX.
1.  Zona Histórica da Avenida Central, Santa Ana - Praça 5 de Maio.
No entanto o texto aprovado no terceiro debate em 12 de março de 2004 excluiu este numeral.
Em 2006, se promulga a Lei 33 que declara Conjunto Monumental Histórico os sítios e as edificações situados em um polígono localizado nos corregimentos de Calidonia e Ancón.  Neste polígono incluiu-se parte da Avenida Central.

## Poesia
A continuação um escrito por Demetrio Korsi publicado na Revista Lotería em 1998 ilustrando la avenida central.
Panamá a dessa avenida central 
que é encruzilhada, ponte, porto e 

## Coordenadas
| Desde                      | Desde                       | Até                      | Até                         | Distância em Km | Acumulado em Km |
| Localização                | Coordenadas                 | Localização              | Coordenadas                 | Distância em Km | Acumulado em Km |
| -------------------------- | --------------------------- | ------------------------ | --------------------------- | --------------- | --------------- |
| Interseção com a Avenida A | 8° 57′ 05″ N, 79° 31′ 56″ O | Catedral Metropolitana   | 8° 57′ 08″ N, 79° 32′ 06″ O | 0,4             | 0,4             |
| Catedral Metropolitana     | 8° 57′ 08″ N, 79° 32′ 06″ O | Parque de Santa Ana      | 8° 57′ 13″ N, 79° 32′ 18″ O | 0,4             | 0,8             |
| Parque de Santa Ana        | 8° 57′ 13″ N, 79° 32′ 18″ O | Rua 17                   | 8° 57′ 27″ N, 79° 32′ 26″ O | 0,5             | 1,3             |
| Rua 17                     | 8° 57′ 27″ N, 79° 32′ 26″ O | Praça 5 de Maio          | 8° 57′ 38″ N, 79° 32′ 27″ L | 0,3             | 1,6             |
| Praça 5 de maio            | 8° 57′ 38″ N, 79° 32′ 27″ L | La Cuchilla de Calidonia | 8° 58′ 04″ N, 79° 32′ 22″ O | 0,9             | 2,5             |
| Coxilha de Caledônia       | 8° 58′ 04″ N, 79° 32′ 22″ O | Antigo IJA do Cassino    | 8° 58′ 21″ N, 79° 32′ 12″ O | 0,6             | 3,1             |
| Antigo IJA do Cassino      | 8° 58′ 21″ N, 79° 32′ 12″ O | Interseção com a Rua 42  | 8° 58′ 31″ N, 79° 32′ 04″ O | 0,3             | 3,4             |

### Ruas e avenidas
- Avenida Balboa
- Calle 50
- Cinta Costeira
- Corredor Sul
- Via Espanha
- Via Ricardo J. Alfaro

### Sítios de interesse
- Monumentos do Panamá